# Arne Sørensen (calciatore 1911)
Arne Sørensen (20 ottobre 1911 – 6 marzo 1995) è stato un calciatore norvegese, di ruolo attaccante.

## Carriera

### Club
Sørensen giocò con la maglia del Vålerengen.

### Nazionale
Conta una presenza per la Norvegia. Il 3 novembre 1935, infatti, fu schierato in campo nella sfida persa per 0-2 contro la Svizzera.